# Santuario de Nuestra Señora de Miravalles
El santuario de Nuestra Señora de Miravalles está muy ligado al río Aller cuyo nombre se repite hasta siete veces, antes del año 1200, en los Archivos de la Catedral de Oviedo siendo le mención más antigua la de 857. El concejo de Aller está situado en área central del sur de Asturias y es muy montañoso ya que está rodeado de cumbres de más de 2 000 m s. n. m., no en vano la salida por la parte sur oriental a la meseta hay que hacerla subiendo el puerto de San Isidro donde está el pueblo de «La Raya», del que sus lugareños dicen que es el «pueblo más alto de Asturias», y donde empieza la provincia de León.
El nombre del santuario quizá le venga de su privilegiada posición ya que, además de estar en medio de una gran pradera llana —cosa difícil de encontrar en Asturias—, desde sus cercanías puede verse el valle agrícola y minero del río Aller. El río nace en el puerto de Vegarada, en las altas cumbres de la Cornisa cantábrica y da nombre a un concejo que tiene una superficie de 377 kilómetros cuadrados donde la minería del carbón, antaño muy floreciente, va decayendo poco a poco. En cuanto al nombre del río, el profesor allerano atribuye el mismo origen histórico a este río asturiano, al francés «río Allier» y al alemán «río Aller» a partir de la «invasión de los bárbaros». El santuario pertenece canónicamente a la parroquia de «San Martín de Soto» y está situado en la margen izquierda del río, en los términos de la citada parroquia. : 113 
La subida al santuario es una excelente ruta para andarines que, si bien es algo corta hasta él, se pueden recorrer los alrededores por unas «caleyas» —camino en asturiano— muy bien cuidadas y con unas vistas espectaculares que cambian cada poco, al ir tomando las curvas de las sendas. También para los cicloturistas de montaña tiene un gran atractivo pues, aunque la llegada al santuario es rápida, desde allí sigue ascendiendo la carretera y las sendas que se adentran monte arriba, todo ello dentro de un frondoso bosque de árboles autóctonos.

## Emplazamiento

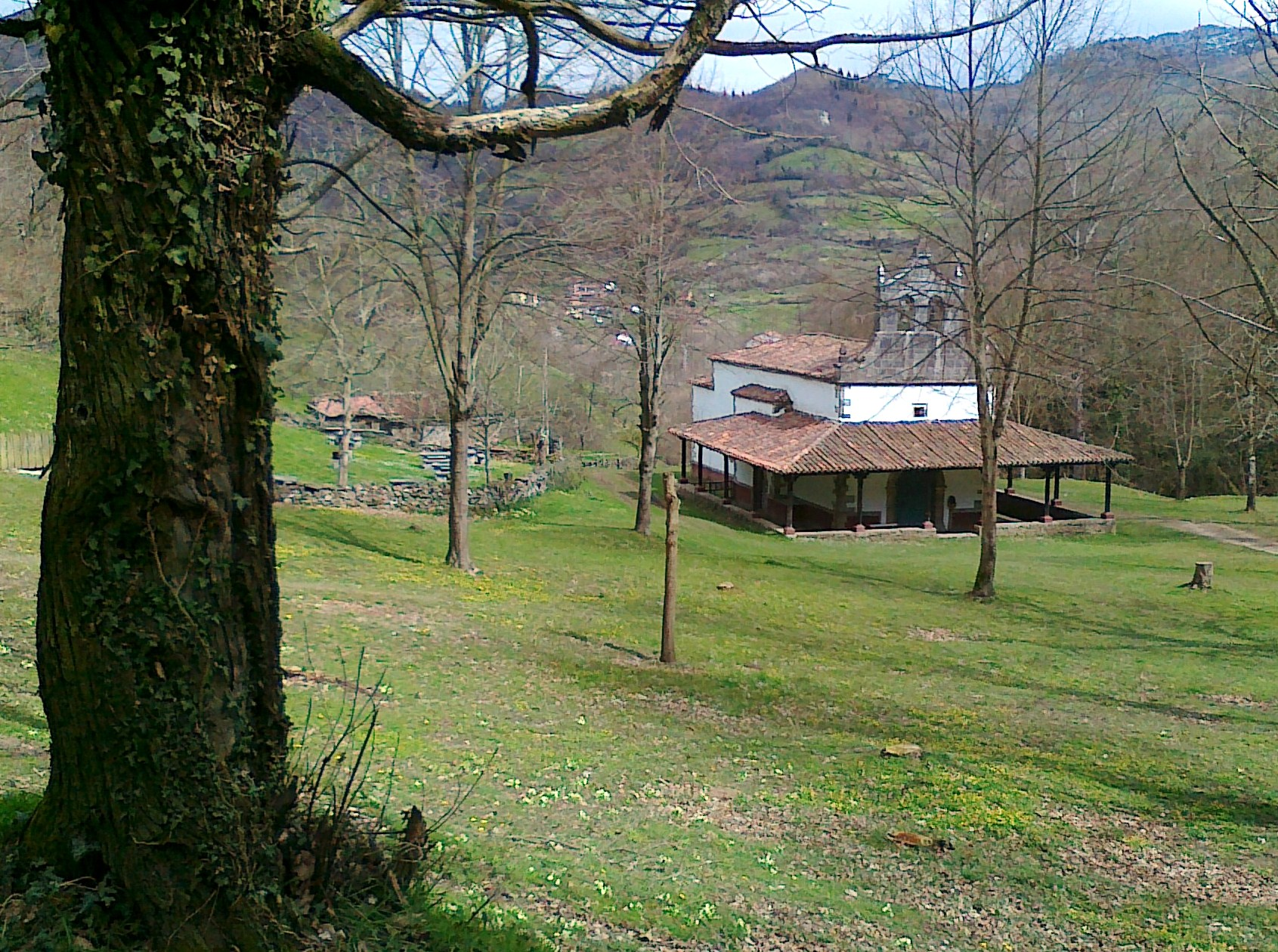
Santuario de Miravalles desde el camino de acceso.

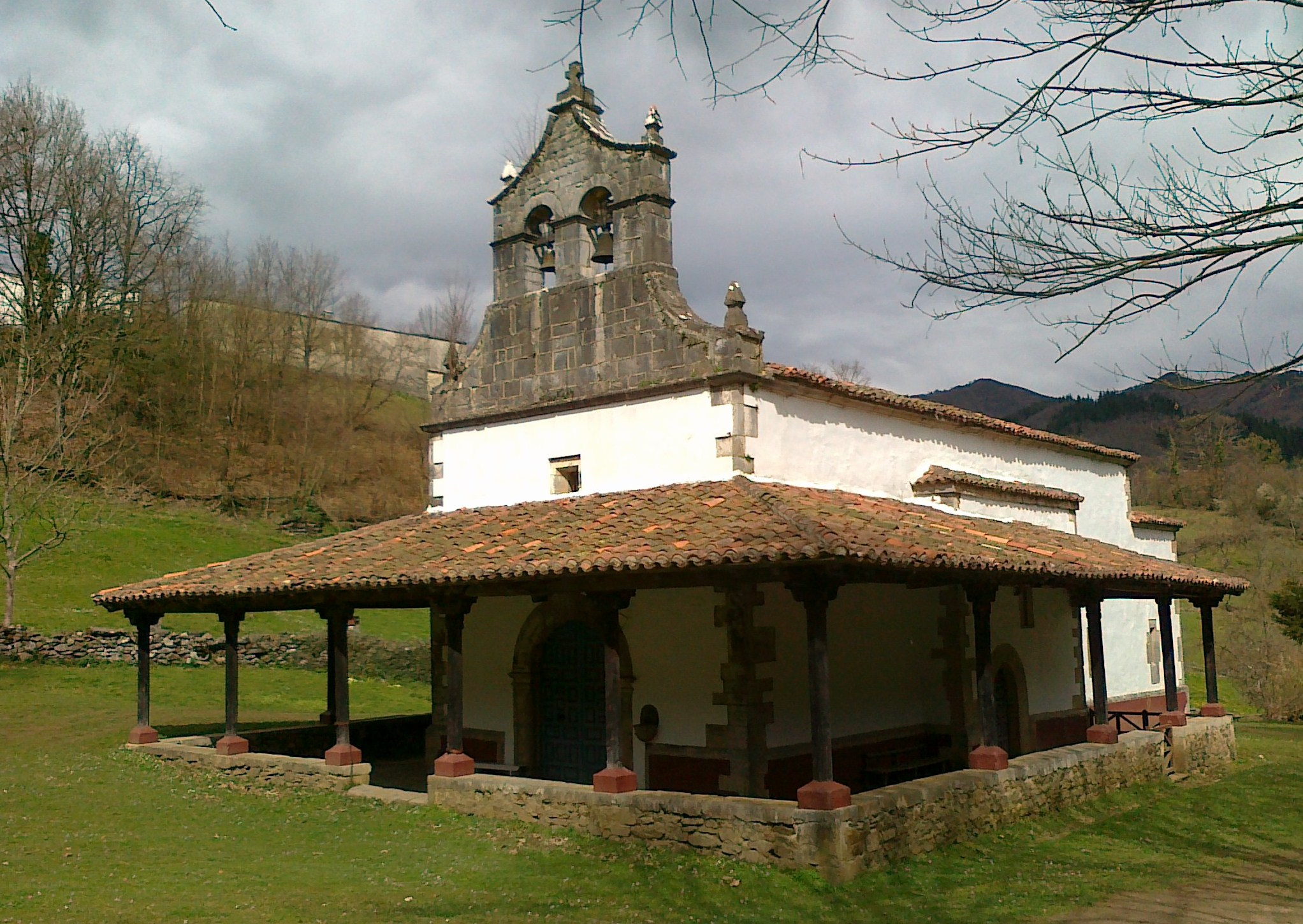
Fachada sureste del santuario

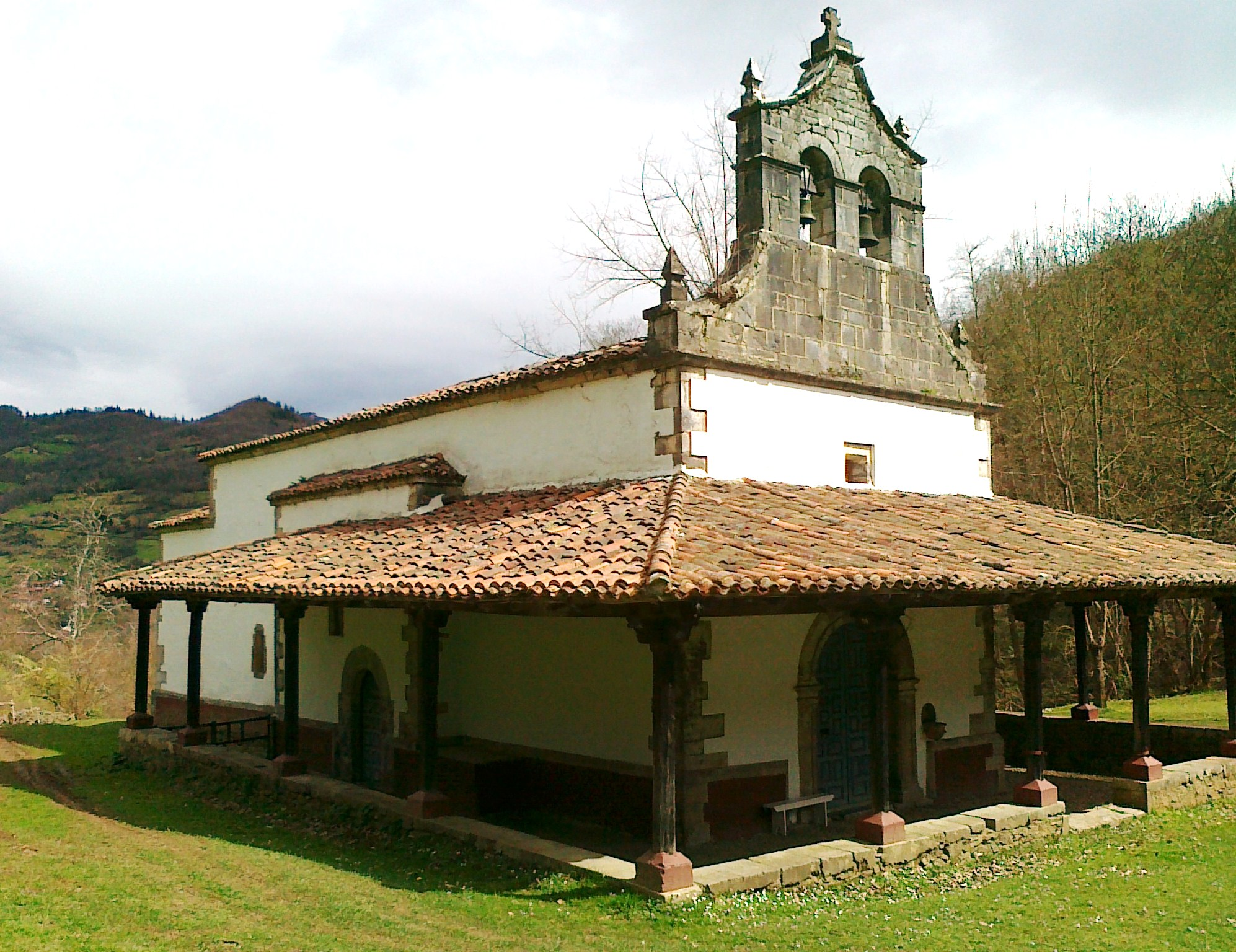
Fachada suroeste del santuario

El prado,«prau» en asturiano, que se llamó desde hace siglos el «campo de Miravalles», es donde se encuentra el santuario. A un par de kilómetros de la parroquia de San Martín de Soto, que está en la margen izquierda del río Aller y en el concejo del mismo nombre, hay un pintoresco valle con una explanada de buenas dimensiones que es el citado «campo» donde se levanta el Santuario. Está rodeado de árboles autóctonos — nogales, avellanos,  castaños... — y con un pequeño regato que bordea parte del «prau» que ofrece los visitantes y peregrinos una estampo típicamente asturiana. Dista de Oviedo unos 40 km y unos 22 de Mieres. 
Para llegar desde Oviedo hasta el santuario se debe tomar la autovía Ruta de la Plata A-66 y salir por el ramal hacia Moreda y al puerto de San Isidro. Al llegar a Santa Ana se cruza el río Aller hacia su margen izquierda donde se encuentra el pueblo de «Soto de Aller». Frente a su iglesia parroquial sale un camino asfaltado que conduce al santuario. Por el camino se ve «ermita de El Cristo» que tiene la imagen del «Nazareno» de Luis Fernández de la Vega, una de sus mejores obras.: 116 

## Historia

### Leyenda áurea
El fervor popular de querer encontrar un porqué de la existencia de una iglesia en este lugar está basado en las piadosas leyendas pero sin ningún otro fundamento más riguroso. En este caso hay varias versiones: una de ellas está ligada a la fuente cercana que está entre unos salgueros o sauces blancos y un avellano que es venerada desde los tiempos anteriores a los cristianos en la zona y a la que se le atribuyen poderes para curar problemas de la vista.
Otra piadosa leyenda dice que entre aquellos salgueros y avellanos apareció una imagen de piedra de la Virgen, imagen que los vecinos quisieron llevar a la iglesia de la parroquia pero la imagen desaparecía de la iglesia y volvía a aparecer en el mismo lugar anterior y así varias veces hasta que los vecinos decidieron levantar un templo en su honor en el prado  aledaño y la imagen de la Virgen ya no volvió a marcharse dejando, sin embargo, como recuerdo de donde había aparecido — entre dos sauces y un avellano — unas ramas de estos árboles que retoñan entre las piedras del santuario y en el campanario por más que las corten.
Otra versión similar es la de una aparición de la Virgen en la misma fuente ya citada y pedía que se edificara en su honor una ermita en el mismo lugar de la aparición pero como era un lugar de difíciles condiciones para edificar, decidieron construirla donde está actualmente. Al no construirla donde ella había dicho, dejó un avellano y los salgueros en el campanario que como ya se indicó más arriba, retoñan entre las piedras del campanario
Por último, hay otra versión un poco diferente en la que dice que  había un avellano, en el que se apareció la Virgen, donde hoy está la iglesia. Para poder edificar la ermita lo cortaron pero siguió creciendo en el campanario a pesar de que la iglesia fue totalmente destruida por un incendio.
Lo que haya de cierto en estas leyendas piadosas no podrá conocerse pero de hecho, lo que sí se pueden ver todos los años son el avellano y el sauce creciendo en el campanario.

### Historia real
La primera noticia que se tiene de este lugar y templo es del 28 de junio del año 860 mediante un documento custodiado en el archivo de la catedral de León y referenciado con el n.º 978. Este documento contiene el acta de donación que hizo el rey Ordoño I a Fruninio, obispo de León y dice textualmente:

Ordoño al padre Fruninio, Obispo: por medio de esta nuestra orden te donamos y concedemos unos lugares que son de nuestra propiedad; es decir, la iglesia junto al río Lena por nombre de Santa Eulalia, fundada en la villa de Ujo. Añadimos también otra Basílica de Santa María y con ella una finca donde está el Monasterio de San Martín, junto al río Aller, en la villa llamada Saucedo (Soto), con los edificios, ornamentos de la iglesia, libros, viñas, pumaradas y las tierras que hoy quedan y también las que los laicos han sustrido indebidamente a los monjes, faltando a su deber, enajenándolas. Tú toma posesión de todo ello mediante sello y después devuelve una parte a la iglesia. De todo el conjunto de esas dos fincas saca, según enseñan los cánones, recursos para el enterramiento y sostenimiento de los frayles. Si te saliera alguno que pretende ser dueño de estos lugares, acude a mi presencia.Fechado el día IV de Kalendas julias era DCCCLXVIII. Firmas: Ranemiro, Benigno, testigo diácono. Froila Cuthier, Ordoño Agerico, archidiácono. Alfonso, confirmante.
Acta de donación: 113 y 114  

Un segundo documento de gran importancia para la historia del santuario es la aprobación de la «Cofradía de Ánimas de Nuestra Señora de Miravalles» por parte de don Antonio Valdés, obispo de Oviedo con fecha del 27 de abril de 1637. Otros dos, también de suma importancia histórica son dos documentos que tiene una familia allerana. El primero se ellos empieza diciendo así: «Delante de la ermita de Nuestra Señora de Miravalles a los siete días del mes de enero de mil seiscientos sesenta y cinco...». El otro, extraído del «Oficio de Hipotecas del municipio de Aller», dice lo siguiente: «Dicho día y en el mismo lugar, y habiéndose registrado para los mismos otra escritura de venta que parece se otorgó a testimonio de Gregorio Lobo Vecilla, escribano, en el lugar y feligresía de Soto y junto a la ermita de Miravalles a cinco días del mes de abril del año mil seiscientos sesenta y siete...»: 114 
Por último, hay una referencia que no solamente testifica la antigüedad sino el cuidado que se ponía en embellecer el santuario y en fomentar la devoción a la Virgen. Se trata del «Libro de Fábrica» del santuario de 1772 expone lo siguiente:

El Visitador mandaba y mandó que dichos mayordomos paguen dentro de cuatro meses, cada uno la cantidad que debiera, pena de cuatro ducados aplicados a este Santuario y que a costa de este caudal se haga una espadaña de cantería labrada con dos ojos o ventanas, quesean proporcionales al tamaño de la Ermita y que por ahora se ponga solamente una campana, que sea de bastante cuerpo y que en adelante cuando hubiere más caudal se ponga la otra y que en atención a que dicho santuario es y ha sido siempre de la mayor devoción, no solamente en este siglo, sino también en los demás, de este Principado por cuya razón merece que se compre una casulla para los sacerdotes de especial distinción que acostumbren a venir a este Santuario.
Libro de Fábrica: 114 y 115  

## Estructura y arquitectura
No queda ningún resto de la primera basílica del año 860 de la que solo se tienen conocimientos de su existencia por los documentos más arriba citados que debió ser un buen ejemplar del prerrománico astur. Únicamente pueden hacerse referencias fidedignas al templo actual cuyos trámites para empezar la construcción se iniciaron en el año 1724, las obras comenzaron en el año 1740 y se terminaron en el 1744. El templo se construyó sobre otro ya existente del que se aprovecharon algunos elementos como las bóvedas, que son del siglo XV. La prueba de que existía este templo son dos documentos de los años 1665 y 1677 y que ambos empiezan con la siguiente frase: «Delante de la ermita de Nuestra Señora de Miravalles...».
El conjunto del santuario se compone de templo principal, alta sacristía, pórticos empedrados y campanario. El templo tiene una sola nave rectangular de unos veintidós metros de largo por siete y medio de ancho y está dividida mediante dos arcos torales en presbiterio, nave central, sacristía y coro. Si bien la fachada principal es de sillería, el resto del templo es de mampostería. La entrada principal es de arco de medio punto sostenido por pilares y las ventanas, que son rasgadas, tienen piedra labrada en los arcos.

### Pórticos y campanario
El santuario tiene pórticos a los tres lados principales de la construcción los cuales tienen puerta de acceso al templo. Está apoyado en pilares octogonales de madera y basamentos decorados del mismo material. El suelo es de canto rodado que dibuja diversas formas geométricas representando símbolos solares y la inscripción «Miravalles año de 1851» que indica la fecha de su terminación. En el año 1994 se pusieron las dos campanas que fueron fundidas por los hermanos Portilla. El santuario tiene unas campanillas para usar en Misa que son del siglo XV.

### Interior del templo
El interior tiene una bóveda nervada en  la nave central y en el presbiterio y es muy probable que el coro tuviese la misma nervadura pero solo se conservan algunas columnas de esta zona. La crucería fue construida por Simón Faedo, natural y vecino de Oviedo.: 115  El retablo es de madera tallada de estilo barroco, estucada, policromada y dorada. Algunos autores atribuyen esta obra a Manuel de la Fuente: 114  y otros a José de la Meana que también construyó el retablo de Santo Domingo de Oviedo. El retablo tiene una pequeña inscripción que dice: "Doró y pintó, 1794". Este dorado fue obra de Manuel Vizcaíno. Tanto De la Fuente como Vizcaíno eran de Oviedo, al igual que Simón Faedo.: 115 
La hornacina central tiene la imagen de la «Virgen de Miravalles», a la izquierda hay imagen de la Virgen María a la derecha una de San Juan Bautista. En la parte superior del retablo de izquierda a derecha hay tres relieves: Cristo en el Calvario, la Inmaculada Concepción y la Asunción de Nuestra Señora.

### Imagen de la Virgen
La talla representa a una Virgen galactotrofusa o Virgen de la Leche, coronada y amamantando al niño Jesús que da la espalda a los fieles, en actitud muy sencilla y humana. Está realizada en piedra policromada y mide unos 80 cm de alta. No hay unanimidad entre los estudiosos acerca de la fecha de su creación pues mientras unos la datan en la época bizantina, hacia el siglo VI, otros afirman que puede ser del siglo XI, XII o XIII. La imagen original se conserva en el museo da la Iglesia de Soto de Aller y la que está en la ermita es una réplica exacta que hizo Mauro Álvarez Fernández en 1985 y solamente se la lleva al santuario cada  8 de septiembre con motivo de la fiesta patronal. Esta imagen réplica fue bendecida en ese mismo año por el obispo auxiliar de Oviedo. La Virgen posee un manto blanco bordado en oro fruto del regalo que hizo Plácida Fernández Figar González, de Oviedo, que es el que usa cada año el día de la festividad de la Virgen de Miravalles.

### Patronazgo
La virgen de Miravalles fue nombrada «Alcaldesa mayor y patrona de Aller» ya que el 21 de junio de 1951, el ayuntamiento de Aller, siendo alcalde Vicente Madera Peña, decidió «Solemnizar anualmente el 8 de septiembre, precisamente en Miravalles, los actos homenaje a la Santísima Virgen, Madre y Reina de estas montañas y Alcalde Perpetuo de Aller» como consta en las actas del ayuntamiento y se le entregó de manera simbólica las llaves del concejo y el bastón de mando.

## Fiestas, devociones y tradiciones

### Devociones marianas de Aller
El concejo de Aller, fundamentalmente ganadero y minero, tiene dieciocho parroquias y cuatro de ellas están dedicadas a la Virgen María que son los de Caborana, Cuérigo, Murias y Pelúgano lo cual da una idea de la devoción mariana de este concejo a la Virgen María. A estos hay que añadir las antiguas parroquias de «San Bartolomé de Valdevenero», «Santa Marina de Villar de Casomera» y «San Esteban de la Pola». Además hay en el concejo once ermitas dedicadas a la Virgen bajo diversas advocaciones.: 113 

### Beneficios papales
Los papas Clemente XIII y Pío VI estimularon y fomentaron el ya importante fervor popular y concedieron privilegios en forma de bulas pontificias al santuario. La de Pío VI dice así:

Papa Pío VI. A la perpetua memoria de Dios, para regir y fomentar la Religión de los fieles, invocadas las preces celestiales de la Iglesia, a todos, y a cada uno de los fieles en Cristo, de uno y otro sexo, que hicieren penitencia, y confesaren sus pecados, y se fortalecieren con la Sagrada Comunión, que entrasen en la iglesia capilla pública de la bienaventurada Virgen María, llamada de Miravalles, de la Parroquia de San Martín de Soto de Aller, Diócesis de Oviedo el ocho de septiembre y el 13 marzo, y en estos días, desde las primeras vísperas hasta el ocaso del sol, en cada año, entrasen piadosamente y allí orasen por la concordia de los príncipes cristianos, extirpación de las herejías y exaltación de la Santa Madre Iglesia, cada día que esto hicieren, concede indulgencia plenaria de todos los pecados, además de dicha gracia, implorando la misericordia de Dios, también concede a los fieles de Cristo, que confesados y fortalecidos por la Sagrada Comunión, visitasen dicha iglesia o capilla pública, una vez al año yen el día que se señalaría, y orasen, como arriba se indicó, siete años, y otras tantas cuarentenas de perdón, en la forma acostumbrada, ya se trate de las penitencias impuestas, ya de las que pudieran imponer en cualquier tiempo.
 Sin que obste nada en contrario, ni en los presentes, ni en los pasados, ni en los tiempos futuros. Bajo el Anillo del Pescador, día 28 de julio de 1743. Año décimo de nuestro pontificado.
Bula pontificia: 115  

De igual forma, el papa Clemente XIII concedió otra bula a la «Cofradía de Ánimas de Miravalles». La festividad de la Virgen de Miravalles se celebra el 8 de septiembre y  se inicia ocho días antes con una novena a la que acuden numerosos fieles del concejo de Aller y limítrofes. El día ocho se celebra Misa solemne y procesión por los alrededores del santuario.

### Hechos de guerra
En este campo de la Virgen de Miravalles fue donde se reunieron los alleranos  el 9 de junio de 1808, pueblo, autoridades y clero, para  decidir levantarse contra los franceses de Napoleón y prometieron volver al mismo lugar cuando cesase la guerra, cosa que hicieron el 7 de junio de 1814 y celebraron una misa de acción de gracias por la victoria obtenida. De estos hechos ha quedado constancia en el «Libro de acuerdos para las juntas de los eclesiásticos de arciprestazgo de Aller» donde aparecen reflejados  con siguiente texto:

El clero del noble concejo de Aller con el Ayuntamiento que gobernaba en el año 1808, observando lo acaecido con motivo del ingreso de las armas francesas en nuestro suelo, y viendo las acaecidas del dos de Mayo en la capital de nuestro reino... Animado uno y otro cuerpo del celo más heroico de religión, expiden en unión sus convocatorias dirigidas a las diecisiete parroquias de que se compone el concejo. Y el día 9 de Junio del expresado año, se reunieron en la capilla de Miravalles, sita en la parroquia de Soto, todos con sus insignias parroquiales presididos por sus respectivos párrocos. Se deliberó...
Libro de acuerdo

En estos términos pudo el concejo de Aller manifestar sus justos deseos en las presentes circunstancias. De acuerdo con los referidos cuerpos se mandó estampar todo el relato antecedente para perpetuar memoria, el que firmaron por el clero, el Sr. Arcipreste y D. Antonio Ordoñes Quirós, como representante y comisionado del ilustre Ayuntamiento.» En Soto, a 24 de Julio de 1814. Rubrican: Manuel Bernardo Noriega. Ramón Arias Cachero. Antonio Ordoñes Quirós.
La guerra de la Independencia 

### Curiosidades

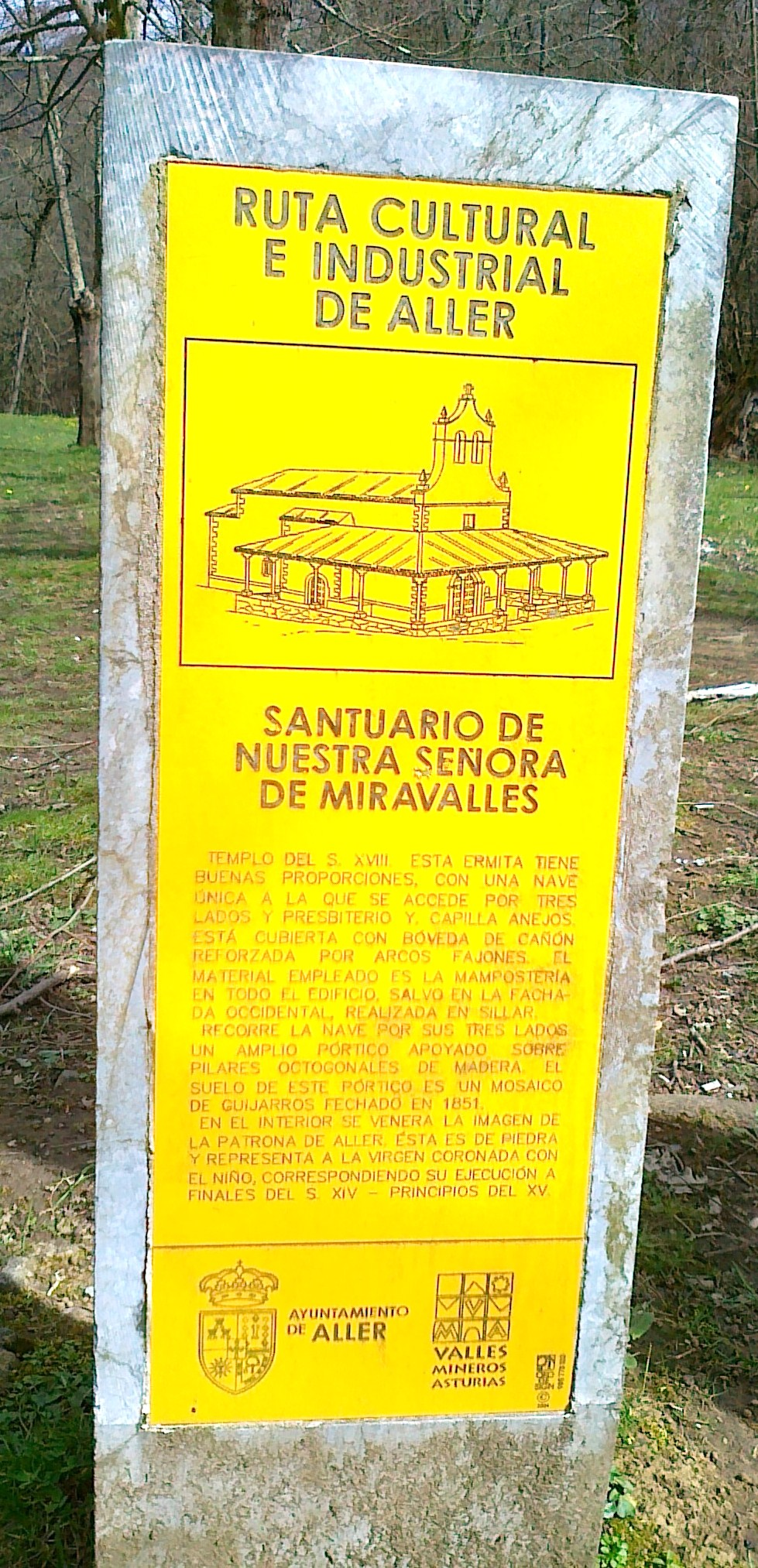
Panel explicativo del santuario

El esplendor y la popularidad de la romería y fiesta de la Virgen de Miravalles que inspiró a Neve García de la Mata para componer la zarzuela costumbrista asturiana «La romería de Miravalles» con música de Manuel Fernández Núñez y que se estrenó en el Teatro del Liceo de Salamanca el 11 de mayo de 1909 y editada en la «Imprenta Ramón Esteban», también de Salamanca.
El mayordomo del santuario Antonio Posada Arenas, casado con María Rubín de Celis, fue padre del arzobispo de Valencia don Antonio Ramón Francisco de Sales María que nació el 11 de febrero de 1768. Otro mayordomo del santuario llamado Francisco González Castañón fue abuelo del cardenal Zeferino González y Díaz Tuñón que también fue  arzobispo de Sevilla y Toledo.: 115 y 116 